# Gelurt
Gelurt ist das Odenwälder Heimatjahrbuch für Kultur und Geschichte, herausgegeben vom Kreisarchiv des Odenwaldkreises.

## Name
Der Name ist ein Dialektwort aus dem Odenwald und bedeutet so viel wie aufmerksam gelauscht, heimlich geschaut oder gelauert.

## Geschichte
Die Ausgabe des ersten Jahrbuches zum Berichtsjahr 1994 erfolgte im Jahr 1995. Das jährlich erscheinende Periodikum enthält heimatgeschichtliche, historische und geschichtswissenschaftliche  Beiträge von meist Odenwälder Autoren mit jeweils unterschiedlichen Schwerpunkten zu Geschichts-, historischen und kulturpolitischen Themen des Odenwaldes.